# OK Soda
OK Soda fue un refresco creado por The Coca-Cola Company en 1993 que cortejó al grupo demográfico estadounidense Generación X con tácticas publicitarias inusuales, que incluyen diseño neo-noir, cadenas de mensajes y publicidad deliberadamente negativa. Después de que el refresco no se vendió bien en mercados de prueba selectos, se declaró oficialmente fuera de producción en 1995 antes de alcanzar la distribución nacional. El eslogan de la bebida era "Todo va a estar bien".

## Historia
En 1993, el CEO de Coca-Cola, Roberto Goizueta, recontrató a Sergio Zyman para que fuera el jefe de marketing de todas las marcas de bebidas de Coca-Cola, una elección sorprendente dado que Zyman había trabajado estrechamente con la campaña New Coke, posiblemente el mayor fracaso publicitario en la historia de Coca-Cola.
Sin embargo, después de renovar el diseño de latas y las campañas publicitarias impresas para Coca-Cola Light y Coca-Cola Clásica con gran éxito, Zyman tuvo libertad para diseñar nuevos productos con campañas de marketing agresivas y poco convencionales.
Un estudio de mercado internacional realizado por The Coca-Cola Company a finales de la década de 1980 reveló que "Coca-Cola" era la segunda palabra más reconocible en todos los idiomas del mundo. La primera palabra fue "OK". Zyman (quien también concibió Fruitopia) decidió aprovechar el potencial de esta marca existente y creó un refresco con este nombre. Concebía una campaña publicitaria contraintuitiva que se dirigía intencionadamente a personas a las que no les gustaba la publicidad. Predijo que el refresco sería un gran éxito, y prometió a Goizueta que el refresco ocuparía al menos el 4% del mercado de bebidas de los Estados Unidos. El director de proyectos especiales de Coca-Cola, Brian Lanahan, explicó a la revista Time que eligieron el nombre "OK" porque "Es una promesa". No dice: "Esta es la siguiente gran cosa". Es la otra cara de la exageración". El asesor de marketing de Coca-Cola, Tom Pinko, dijo a National Public Radio: "La gente de 19 años está muy acostumbrada a ser manipulada y a saber que está manipulada", y que el público de OK Soda poseía un "letargo[que] probablemente no pueda ser penetrado por ningún mensaje comercial".

### Prueba

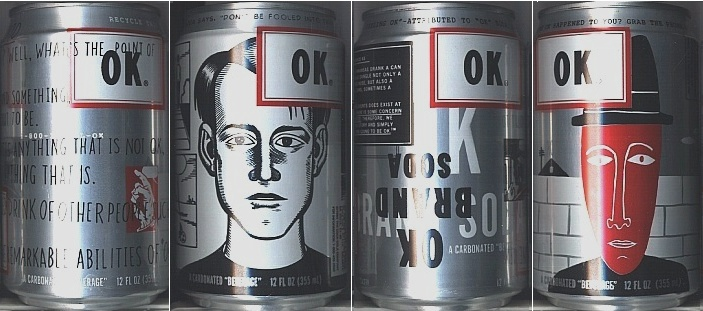
Las cuatro latas originales utilizadas en los mercados de prueba.

A pesar de una campaña publicitaria en todos los Estados Unidos y de la intensa atención de los medios de comunicación, OK Soda se comercializó sólo en áreas selectas, representando diferentes áreas demográficas durante el verano de 1993. Se utilizaron cuatro diseños de latas diferentes (cada mercado de prueba obtuvo los cuatro diseños). La Corporación Coca-Cola anunció en ese momento que actualizaría continuamente las latas con nuevos diseños (los diseños posteriores pueden identificarse por tener una etiqueta explicativa que dice que es "Una soda afrutada única"). Algunos de los lugares de prueba fueron:
- Canadá atlántico
- Austin, Texas
- Boston, Massachusetts
- Denver, Colorado
- Primaveras de Colorado, Colorado
- Cincinnati, Ohio
- Detroit, Míchigan
- Fargo, Dakota del Norte
- Knoxville, Tennessee
- Lynden, Washington
- Portland, Oregón
- Providencia, Rhode Island
- Poco Rock, Arkansas
- Minneapolis-St. Paul, Minnesota
- Wisconsin del norte
- Ciudad de Oklahoma, Oklahoma
- Omaha, Nebraska
- Sacramento, California
- Seattle, Washington

OK Soda nunca capturó más del 3% del mercado de bebidas en ninguna de las ubicaciones objetivo, sin igualar el hype de Zyman. El proyecto fue cancelado por Coca-Cola apenas siete meses después de su inicio, y el refresco nunca se dio a conocer ampliamente al público.

## Marketing

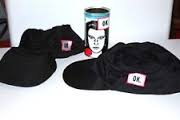
Lata de OK Soda con premios

OK Soda ha sido recordada más por su campaña publicitaria única que por su sabor afrutado. El nombre y la campaña publicitaria intentaron burlarse de la psicología pop "I'm OK, You're OK" de principios de los años setenta. OK Soda se comercializó intencionadamente en los difíciles mercados de la Generación X, e intentó sacar provecho del cinismo, la desilusión y el descontento del grupo con las campañas publicitarias estándar. El concepto de OK Soda era que el mercado juvenil ya era consciente de que estaban siendo manipulados por el marketing de los medios de comunicación, por lo que esta campaña publicitaria sería más transparente al respecto. Su publicidad indirecta era una forma de publicidad rebelde similar a los comerciales de McDonald's para el Arch Deluxe. La campaña fue diseñada por la firma de publicidad Wieden+Kennedy de Portland, Oregon. Los portavoces de la empresa y sus anunciantes fueron muy francos sobre el hecho de que la comercialización de la bebida se basaba exclusivamente en el "feeling" y no en el sabor. Los anuncios de OK Soda llegaron a menospreciar el sabor de la bebida comparándola con cosas como "savia de árbol carbonatada".
El público en general no respondió a la campaña, y la mayoría de los críticos señalan que la campaña fue demasiado abierta en su cortejo del mercado de jóvenes y adolescentes.

### Diseño de la lata
Tanto las latas como los anuncios impresos para el refresco, creados por la directora creativa de Wieden+Kennedy, Charlotte Moore, el artista conceptual Peter Wegner y el diseñador Todd Waterbury, presentaban trabajos de los populares dibujantes "alternativos" Daniel Clowes (Eightball, Ghost World) y Charles Burns (Black Hole, The BEliever. Aunque escéptico de la campaña, Clowes aceptó el trabajo porque su trabajo ilustrando un par de latas y unos cuantos carteles pagó más que la publicación de cinco libros de historietas. En un acto de subversión del ya subversivo plan de marketing de OK Soda, Clowes le dio a su mascota los rasgos faciales de Charles Manson, diciendo que ninguno de los contratos que firmó decía: "No pongas a un asesino en masa en la lata".
A diferencia de las latas de Coca-Cola de colores brillantes, estaban decoradas en tonos grises apagados, con ocasionales textos rojos. Además de las ilustraciones principalmente de dos tonos, las latas tenían un código especial que se podía ingresar en el número gratuito "1-800-I-FEEL-OK" que guiaba a las personas que llamaban a través de una serie de indicaciones de verdadero o falso inspiradas en el Inventario de Personalidad Multifásica de Minnesota. Las latas también mostraban una "Coincidencia" en forma de una extraña leyenda urbana con temas de refrescos en varias ciudades de los Estados Unidos, cada anécdota terminaba con la afirmación: "Esto es una coincidencia". El equipo de marketing de OK Soda también envió por correo estas "Coincidencias" en forma de cartas en cadena para promocionar la soda, y a su vez estas cartas en cadena fueron leídas en anuncios de televisión para OK Soda.

### Lata de premio
Aleatoriamente incluido con las selecciones de OK Soda en las máquinas expendedoras fue una "lata de premio" de OK Soda. Similar a una lata de sopa instantánea, la parte superior puede ser pelada completamente, revelando el premio en su interior. Los premios incluían algún tipo de mercancía de OK Soda enrollada para ajustarse (generalmente un sombrero) y dos cuartos adicionales para comprar otra lata de OK Soda. El diseño de la lata del premio era diferente de los demás y representaba un quinto diseño global. También tenía una forma más cilíndrica, considerablemente más clara (sin soda en su interior) e incluía una pancarta de color azul claro, el único diseño de este tipo que incluía este color. Este programa fue similar a la anterior campaña de Coca-Cola MagiCan.

### Manifiesto
Extractos del manifiesto de OK Soda, escrito por el director creativo asociado Peter Wegner, se imprimieron en las latas, y también estuvieron disponibles por un corto tiempo en el sitio web de OK Soda. Algunos de los dichos fueron:
1. ¿Cuál es el punto de OK? Bueno, ¿cuál es el punto de cualquier cosa?[12]
2. OK Soda rechaza enfáticamente cualquier cosa que no esté bien, y apoya completamente cualquier cosa que sí lo esté.
3. Cuanto mejor entiendes algo, más bien resulta que está bien.
4. OK Soda dice: "No te engañes pensando que tiene que haber una razón para todo".[12]
5. OK Soda revela la sorprendente verdad sobre las personas y las situaciones.
6. OK Soda no se suscribe a ninguna religión, ni apoya a ningún partido político, ni hace nada más que sentirse bien.
7. No hay ningún secreto para sentirse bien.
8. OK Soda puede ser la bebida preferida de otras personas como usted.
9. Nunca sobreestimes las notables habilidades de la soda de marca "OK".
10. Por favor, despierta cada mañana sabiendo que las cosas van a estar bien.

## Composición y sabor
OK Soda tenía un sabor más "cítrico" que las colas tradicionales, casi como una versión de refresco de Coca-Cola Fresca. Se ha descrito como "ligeramente picante" y se ha comparado con una combinación de refresco de naranja y Coca-Cola plana. También se ha comparado con lo que se conoce como "suicidio", "agua de pantano" o "cementerio", la mezcla resultante de múltiples sabores de refrescos disponibles en una tienda de conveniencia o en el dispensador de refrescos de una gasolinera en particular.

### Ingredientes
Agua carbonatada, jarabe de maíz con alto contenido de fructosa y/o sacarosa, ácido cítrico, colorante caramelo, benzoato de potasio (para proteger el sabor), ácido fosfórico, acacia, sabores naturales, citrato de potasio, cafeína, fosfato dipotásico, éster glicérico de colofonia de madera, aceite vegetal bromado, Rojo 40

## Legado
Después de que su producción cesó, OK Soda disfrutó de un culto en Internet, incluyendo el uso de un grupo de noticias en alt.fan.ok-soda, que fue bastante activo durante varios años. Los aficionados recordaban los materiales publicitarios poco convencionales, vendían mercancías y latas intactas, e intercambiaban recetas por facsímiles de OK Soda hechos en casa.
Mientras OK Soda aparece en las listas retrospectivas de campañas publicitarias fallidas de refrescos y chiripa, el analista Thomas Flight postula que OK Soda puede haber estado "adelantada a su tiempo" en sus intentos de "desilusión de marca" a través de su subversión del marketing tradicional. Mientras tanto, la mercancía original de OK Soda, las latas y el material publicitario todavía se pueden encontrar fácilmente en eBay con precios de venta a veces en cientos de dólares de EE. UU.